# George Simion
George-Nicolae Simion (Focșani, 21 settembre 1986) è un attivista e politico rumeno.
Nel 2011 ha fondato Azione 2012, associazione irredentista che milita per l'unificazione di Romania e Moldavia. Dal 2019 è presidente dell'Alleanza per l'Unione dei Romeni, partito di destra ed estrema destra che ha ottenuto il 9% dei voti alle elezioni parlamentari in Romania del 2020 e il 18% a quelle del 2024. Dopo essersi candidato alle elezioni presidenziali rumene del 2025, al posto di Calin Georgescu, ha vinto il primo turno fissato per il 4 maggio, con il 40,96% dei voti. A seguito della sua vittoria, ha partecipato al ballottaggio (18 maggio) dove è uscito sconfitto con circa il 46.70% contro il candidato europeista Nicușor Dan.
È vicepresidente del Partito dei Conservatori e dei Riformisti Europei dal gennaio 2025.

## Biografia
Nato a Focșani, si diplomò nel 2005 presso il Collegio nazionale "Gheorghe Lazăr" di Bucarest. Studiò successivamente alla facoltà di gestione aziendale dell'Università di Bucarest, in cui si laureò nel 2008, e all'Università Alexandru Ioan Cuza di Iași, dove nel 2010 conseguì un master in storia sul tema dei "crimini del comunismo".
È autore di due libri. Nella sua opera prima pubblicata nel 2017, «Bloccati nel labirinto» (in lingua rumena «Blocați în labirint»), parla della storia della Moldavia dall'indipendenza ai giorni nostri. Nel secondo libro pubblicato nel 2019, «Come li ho conosciuti» («Cum i-am cunoscut»), descrive gli incontri con alcuni esponenti politici quali Klaus Iohannis, Dan Barna, Traian Băsescu e Ion Iliescu e traccia un'analisi politica, economica e sociale della Romania dopo il 1989.

### Attivismo
Nel 2004 prese parte a una manifestazione svoltasi a Timișoara in memoria della Rivoluzione romena del 1989. Due anni dopo organizzò una protesta a Bucarest in favore degli alunni rumeni del liceo "Gheorghe Asachi" di Chișinău, in Moldavia.
Nel 2011 fondò Azione 2012 (Acțiunea 2012), un gruppo di ONG che si battevano per l'unificazione di Moldavia e Romania, che partecipò anche alle proteste in Moldavia del 2015-2016. Tra le altre manifestazioni a sostegno dell'unione tra i due Paesi, nel 2012 coordinò il movimento di protesta "Bălți sente rumeno" (Bălți simte românește) e nel 2014 quello in difesa dei moldavi che vivevano in Romania, dopo che questi erano stati offesi pubblicamente da un produttore televisivo rumeno.
Nel 2017 criticò le autorità di Bucarest per non aver preparato grandi celebrazioni per il centenario della Grande Unione, come invece fatto per le proprie feste nazionali da altri Paesi come la Polonia. Fondò quindi un movimento chiamato "Alleanza per il centenario", che organizzò una marcia tra Alba Iulia e Chișinău. Simion progettò un cammino di 1 300 chilometri tra le due città in modo da toccare anche dei luoghi simbolo della prima guerra mondiale. La marcia ebbe inizio il 1º luglio e si concluse il 1º settembre 2018. Simion non poté partecipare all'ultimo tratto, poiché il 28 agosto 2018 gli era stato notificato un decreto di interdizione dall'ingresso in Moldavia.

#### Divieto di ingresso in Moldavia
Le iniziative pubbliche di Simion furono condannate dalle autorità di Chișinău, che lo espulsero più volte dal Paese. La prima volta avvenne nel marzo 2009, in occasione della celebrazione del 91º anniversario dell'unione della Bessarabia con la Romania del 1918. Simion ed Eugen Rusu, uno dei principali organizzatori dell'evento, furono arrestati per violazione dell'ordine pubblico. Rusu fu sottoposto a detenzione amministrativa, mentre Simion fu multato e rilasciato. Dopo l'episodio non fu permesso l'ingresso nel paese a numerosi cittadini rumeni. Il ministero degli esteri della Romania dovette intervenire chiedendo spiegazioni al governo moldavo.
Il 16 dicembre 2014, recandosi a Chișinău per un incontro con dei giornalisti, gli fu nuovamente negata la possibilità di attraversare il confine al punto di controllo di Leușeni. Riuscì, tuttavia, ad accedere al paese poche ore dopo tramite la dogana di Sculeni.
Il 14 maggio 2015 ricevette la terza interdizione. Le autorità gli vietarono l'ingresso per un periodo di cinque anni per rischi alla sicurezza nazionale, divenendo persona non grata, nonostante l'intervento dell'ambasciata rumena a Chișinău. Il decreto fu annullato il 18 settembre 2015, ma fu nuovamente applicato per un giorno il 5 febbraio 2016.
Il 28 agosto 2018, mentre partecipava alla marcia per il centenario della Grande Unione, fu bloccato alla dogana e gli fu vietato l'ingresso per trenta giorni a causa del suo rifiuto di adempiere agli obblighi di legge per il passaggio del confine.
Subì una sesta espulsione il 1º ottobre 2018, quando la Moldavia gli negò l'accesso al proprio territorio per i successivi cinque anni. Per via di tale interdizione, pur facendo parte di una delegazione parlamentare, nel giugno 2022 fu bloccato alla frontiera dell'Aeroporto Internazionale di Chișinău, mentre si dirigeva a una seduta congiunta dei parlamenti rumeno e moldavo. Nel febbraio 2024 l'interdizione fu rinnovata per un ulteriore termine di cinque anni.
Nell'agosto 2023 apparve sulla stampa la notizia che nel 2021 gli era stato applicato il divieto di ingresso anche in Ucraina per i successivi tre anni.

### Carriera politica

#### Elezioni europee del 2019

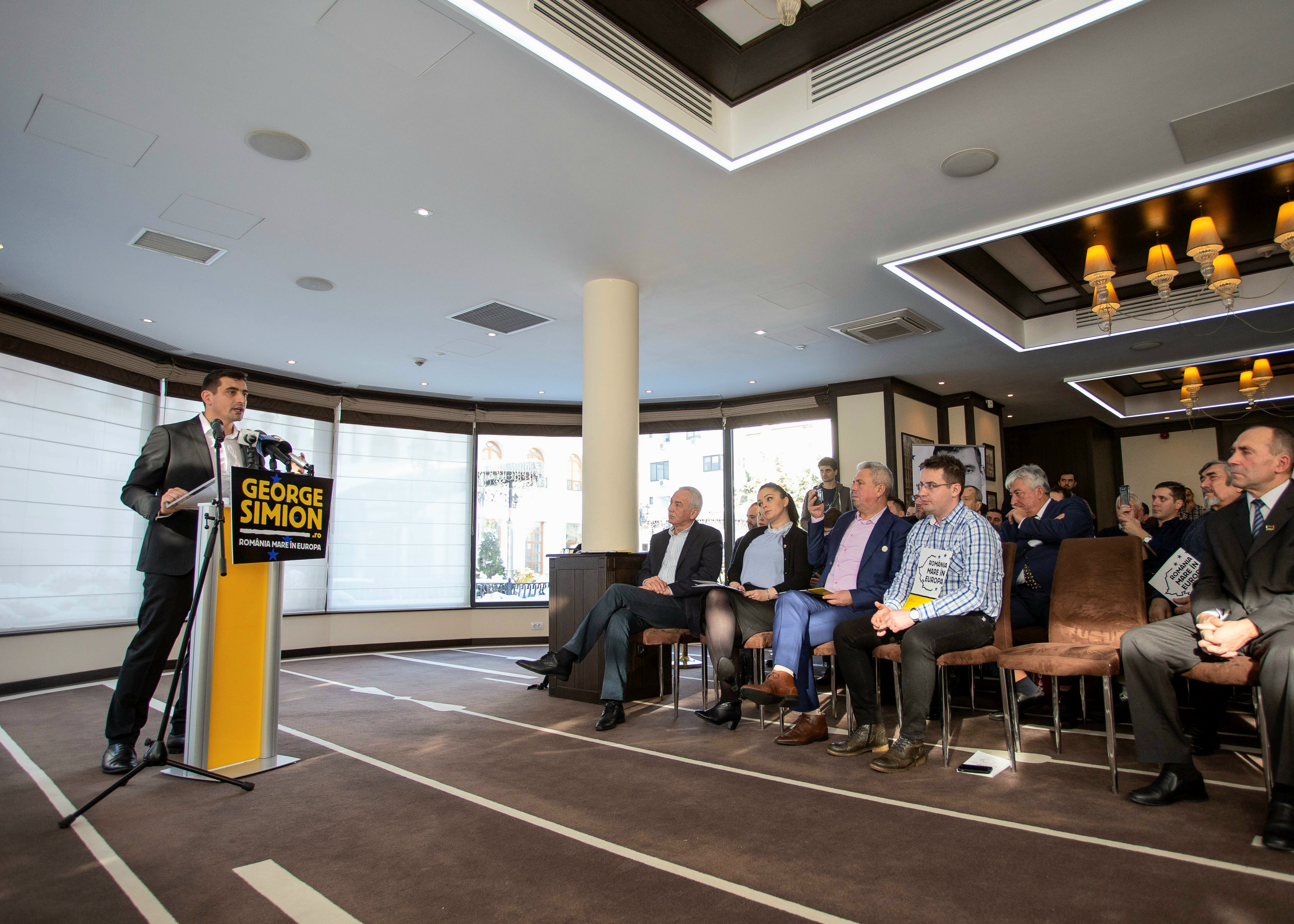
Simion annuncia la sua candidatura per le elezioni europee, 12 gennaio 2019

Nel 2019 si candidò da indipendente alle elezioni europee del 26 maggio. Scelse come slogan per la propria campagna «La Grande Romania in Europa» («România Mare în Europa»), con l'intenzione di promuovere a livello sovranazionale il progetto irredentista di unione tra Romania e Moldavia.
Si presentò quale candidato antisistema, sostenendo che solo un indipendente senza vincoli politici con i partiti avrebbe potuto rappresentare gli interessi dei rumeni. Simion dichiarò che si sarebbe battuto per i diritti dei lavoratori rumeni all'estero e delle comunità rumene negli altri paesi, come quelle presenti in Serbia e Ucraina. Si espresse anche contro la deforestazione illegale e a favore della costruzione di un'autostrada per unire Romania e Moldavia.
Tra le altre proposte affermò che avrebbe portato a Bruxelles un bambino per ogni località della Romania per spiegargli il funzionamento delle istituzioni europee e che avrebbe donato in beneficenza il proprio stipendio da parlamentare europeo per finanziare progetti in Romania o Moldavia.
Fu votato da 117 141 elettori, conseguendo l'1,29% dei voti.

#### Alleanza per l'Unione dei Romeni

Simion con Bart De Wever, Giorgia Meloni e Petr Fiala a Bruxelles il 20 marzo 2025

Il 19 settembre 2019 alcuni militanti fondarono l'Alleanza per l'Unione dei Romeni (AUR). Inizialmente Simion ne assunse la presidenza insieme a Claudiu Târziu. Il successivo 1º dicembre, in occasione della giornata della Grande Unione, presentò la nascita del partito e dichiarò che avrebbe partecipato alle elezioni locali e parlamentari del 2020. Alle locali di settembre AUR riuscì a eleggere solamente tre sindaci.
La popolarità del partito crebbe a ridosso delle parlamentari di dicembre, quando AUR ottenne il 9% dei voti, diventando la quarta forza politica del paese. Tale crescita fu in parte dovuta al seguito di Simion su internet e sui social network e tra i rumeni all'estero. Ideologicamente AUR era una formazione di destra ed estrema destra, il cui programma era basato sui canoni di famiglia, nazione, fede cristiana e libertà. Il partito si opponeva ai matrimoni tra persone dello stesso sesso. Nel contesto della pandemia di COVID-19 AUR mostrò la propria contrarietà alla vaccinazione e all'obbligatorietà delle mascherine facciali. Il partito fu accusato di essere anti-occidentale e anti-ungherese.
Eletto deputato nella circoscrizione di Bucarest, nel corso della legislatura 2020-2024 Simion fu membro della commissione per le imprese (da dicembre 2021 ad aprile 2022), della commissione bilancio (febbraio-marzo 2021) e della commissione per l'economia (a partire dal marzo 2021). Tra le altre attività a livello parlamentare partecipò alla commissione comune per l'integrazione europea tra Romania e Moldavia e alla commissione d'inchiesta sugli acquisti pubblici effettuati nel settore sanitario durante lo stato d'emergenza istituito in Romania per la pandemia di COVID-19. Fu capogruppo dell'AUR alla Camera fino al settembre 2022, per poi assumere il ruolo di vicepresidente.
ll 27 marzo 2022 fu confermato presidente del partito dai delegati presenti al primo congresso dell'AUR. Il suo programma «Romania ricca: cristiana e democratica» («România bogată: creștină și democrată») ottenne 784 voti, contro i 38 dell'altro candidato Dănuț Aelenei.

#### Elezioni presidenziali del 2024 e 2025

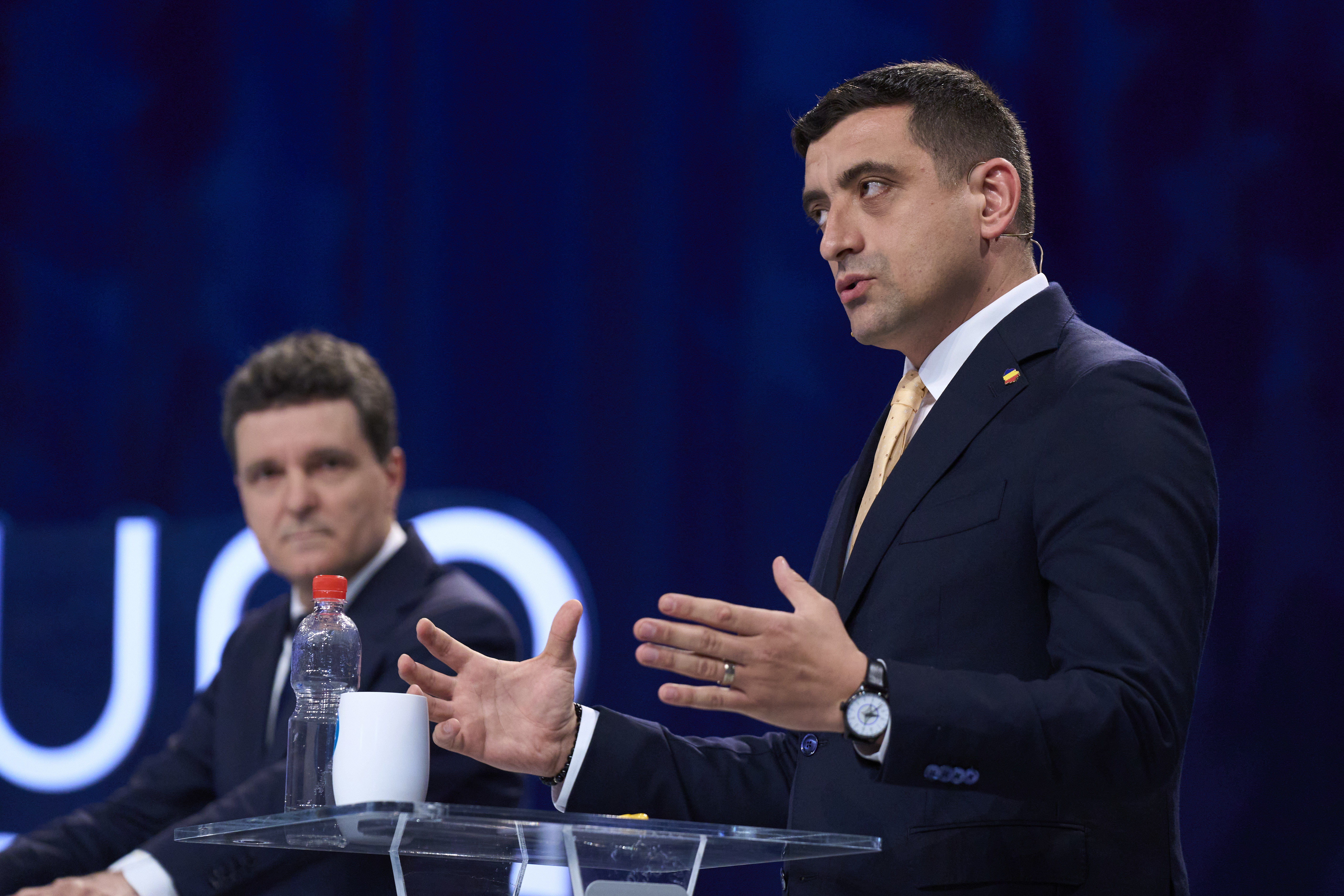
Simion e Nicușor Dan durante un dibattito a Euronews, 8 maggio 2025

Il 15 giugno 2024 il consiglio nazionale dell'AUR lo designò all'unanimità quale proprio candidato alle elezioni presidenziali.
Presentò il programma «Il piano Simion» («Planul Simion») il 27 giugno. Il punto prioritario prometteva di costruire un milione di unità abitative nei dintorni delle città principali, dotate di tutte le infrastrutture e i servizi necessari, e di assegnarle ai cittadini a prezzo di costo. Inoltre erano previste misure per il rifinanziamento dei mutui, la riduzione drastica delle tasse, il taglio dei ministeri e dell'apparato della pubblica amministrazione, il rafforzamento del ruolo della Romania nella NATO e dell'identità nazionale. Simion affermava che tutte le proposte contenute nel programma erano accompagnate da un contratto con i romeni. Garantiva quindi di dimettersi da presidente della Romania nel caso in cui non avesse messo in pratica le promesse elettorali.
Al voto del 24 novembre Simion arrivò quarto con il 14% delle preferenze. Il giorno seguente dichiarò che al ballottaggio avrebbero sostenuto il candidato sovranista Călin Georgescu. In risposta all'annullamento della tornata elettorale decretato dalla Corte costituzionale, che invocava presunte ingerenze da parte di paesi stranieri, nei mesi successivi fu tra i maggiori promotori di numerose manifestazioni di protesta a favore della normale celebrazione del turno di ballottaggio.
Fu inoltre rieletto alla camera dei deputati alle elezioni parlamentari del 1º dicembre 2024. Nella nuova legislatura fu membro della commissione difesa e vicepresidente del gruppo parlamentare AUR.
Il 14 gennaio 2025 venne nominato, assieme a Marion Maréchal e Carlo Fidanza, vicepresidente del Partito dei Conservatori e dei Riformisti Europei.

## Aspetti controversi
Nel maggio 2019 partecipò agli scontri con gli attivisti della minoranza ungherese che fecero seguito allo scandalo della risistemazione del cimitero di Valea Uzului. Ai disordini presero parte anche dei membri della forza ultranazionalista Nuova Destra. Simion addossò le responsabilità dell'accaduto all'Unione Democratica Magiara di Romania, che rappresentava la minoranza magiara.
Dopo le elezioni del 2020 Simion e Claudiu Târziu proposero la nomina a primo ministro di Georgescu, personaggio vicino alla Federazione "Società Civile Rumena" (Federatia “Societatea Civila Romaneasca”, FSCRO), associazione che nel 2014 aveva elogiato l'annessione della Crimea alla Russia. La figura di Georgescu era apprezzata anche dagli organi di stampa del Cremlino, Sputnik e Russia Today.
Simion fu criticato anche per aver sostenuto la candidatura nelle liste dell'AUR alle elezioni del 2020 di due ex militari, Francisc Tobă e Nicolae Roman, che avevano partecipato alla repressione della Rivoluzione del 1989 a Timișoara.
Il 7 febbraio 2022, nel corso di un intervento alla camera dei deputati, Simion aggredì il ministro dell'energia Virgil Daniel Popescu. Il giorno successivo la procura aprì un fascicolo per i reati di oltraggio e disturbo dell'ordine pubblico.
Il 10 marzo 2025 la procura generale aprì un'inchiesta sulle sue dichiarazioni riguardanti la bocciatura della candidatura alla presidenza della Romania di Georgescu. Il 9 marzo Simion aveva affermato che i responsabili della decisione dovevano essere «scuoiati in pubblica piazza». Il giorno successivo Simion chiarì che si trattava di una metafora e che si riferiva all'eliminazione dei privilegi e delle pensioni speciali.

### Accuse di spionaggio

Simion durante una protesta a Bucarest il 26 marzo 2025

Nel marzo 2023 l'ex ministro moldavo della difesa Anatol Șalaru dichiarò che nel 2011 Simion avrebbe incontrato un ufficiale del FSB a Černivci. Simion denunciò Șalaru per diffamazione, tuttavia il 9 aprile 2025 il tribunale di Chișinău respinse la sua richiesta in primo grado.
L'informazione fu ribadita nel mese di aprile 2023 da un generale dei servizi segreti ucraini, che affermò che un ufficiale del SBU avrebbe confermato almeno un incontro tra Simion e i servizi speciali russi nel periodo della presidenza Janukovyč.
Simili accuse furono riprese nel corso della campagna elettorale per le presidenziali del 2024. Secondo il presidente della commissione parlamentare di controllo sul Serviciul Român de Informații, Ioan Chirteș, esistevano prove che dimostravano che il presidente dell'AUR avesse incontrato degli ufficiali del GRU e che avesse provato a bloccare delle manifestazioni e delle marce elettorali in Ucraina. L'europarlamentare Cristian Terheș affermò che esistevano delle registrazioni dell'intelligence ucraina che testimoniavano gli incontri tra Simion e gli agenti di diversi servizi segreti russi. Il primo ministro Marcel Ciolacu, interpellato sulla vicenda, specificò che, in base alle informazioni di cui era a conoscenza, l'interdizione di Simion in Ucraina non riguardava dei presunti contatti con i servizi segreti russi, né che vi fossero evidenze a sostegno della tesi che si trattasse una spia di Mosca.
Il 15 novembre 2024 il governo pubblicò un documento fornito da Kiev in cui si specificava che l'interdizione era motivata dalle sue «sistematiche attività antiucraine» che «sono contrarie agli interessi nazionali dell'Ucraina e ne violano la sovranità e l'integrità territoriale». Secondo le autorità di Kiev le dichiarazioni di Simion discreditavano l'Ucraina nello scenario internazionale e promuovevano l'unionismo, che negava la legittimità delle sue frontiere. Un ulteriore motivo era da trovare nelle sue affermazioni riguardanti la presunta violazione dei diritti della minoranza romena in Ucraina.

### Inchiesta per falso
Il 5 giugno 2024 la procura generale della Romania aprì un'inchiesta per verificare un caso di falso che coinvolgeva Simion. Secondo gli inquirenti questi era sospettato di aver istigato diversi membri di AUR e dipendenti del parlamento a falsificare migliaia di firme contenute nelle liste necessarie alla presentazione della candidatura alle elezioni europee del 2024 dell'indipendente Silvestru Șoșoacă, ex marito di Diana Șoșoacă, leader di S.O.S. Romania, paritito che concorreva alle elezioni in competizione con l'AUR.

## Vita privata

Simon e sua moglie Ilinca accendono una candela nella Basilica del Santo Sepolcro a Gerusalemme

Nel 2021 dichiarò che avrebbe donato il 90% del suo stipendio di parlamentare per cause sociali relative alla Romania.
Il 27 agosto 2022, sposò Ilinca Munteanu, all'epoca ventiquattrenne, in una cerimonia aperta a tutti i suoi seguaci e trasmessa integralmente in diretta su Facebook. A causa di diversi richiami all'evento, il suo matrimonio fu paragonato da vari analisti e storici a quello del 1925 del leader della Guardia di Ferro, Corneliu Zelea Codreanu. Il 24 aprile 2024, Ilinca diede alla luce il primo figlio della coppia, un maschio di nome Radu.